# Андрішко Олег Михайлович
Олег Михайлович Андрішко (нар. 11 квітня 1990 у місті Дніпропетровську (нині Дніпро) — український поет, прозаїк, драматург.

## Життєпис
Закінчив факультет української й іноземної філології та мистецтвознавства Дніпровського національного університету імені Олеся Гончара.

## Творчість
Автор романів «Пісня цапів» (2017), «План Тація» (2018), збірки поезій «Антисанітарія» (2020).

## Громадський діяч
Член правління громадської організації "Творче об'єднання «Альтернатива», співзасновник Міжнародного літературного конкурсу імені Олеся Завгороднього, член Національної спілки письменників України (з 2019).

## Відзнаки
Лауреат Міжнародної українсько-німецької літературної премії імені Олеся Гончара та премії імені Валер'яна Підмогильного.
Переможець міжнародних літературних конкурсів «Смолоскип», всеукраїнських конкурсів «Витоки», «Троянди й виноград».
Дипломант Міжнародних конкурсів «Коронація слова», «Гранослов», всеукраїнських конкурсів «Літературна надія Дніпра», «Нова доба».